# Tamari Davis
Tamari Davis (Gainesville, 15 de fevereiro de 2003) é uma velocista norte-americana, especialista nos 100 e 200 m rasos, campeã mundial no revezamento 4x100 metros em Budapeste 2023.